# Liste des intercommunalités de l'Eure

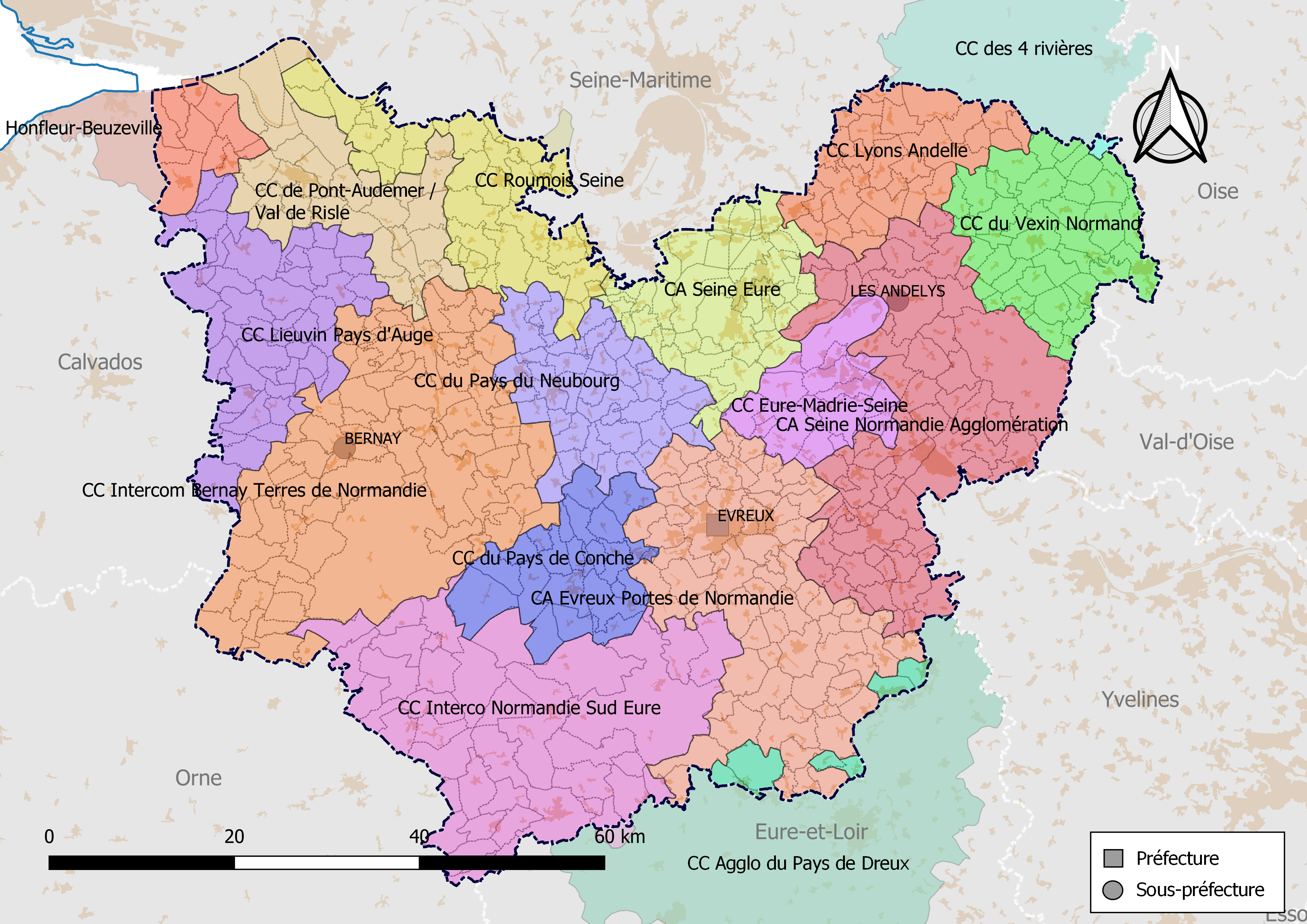
Carte des EPCI de l'Eure au 1er janvier 2019.

Au 1er janvier 2020, le département de l'Eure compte 12 établissements publics de coopération intercommunale à fiscalité propre dont le siège est dans le département (3 communautés d'agglomération et 9 communautés de communes), dont trois qui sont interdépartementaux. Par ailleurs, 19 communes sont groupées dans trois intercommunalités dont le siège est situé hors département.

## EPCI à fiscalité propre

### Actuelles
| Forme juridique                                            | Nom                                    | no SIREN  | Date de création   | Nombre de communes       | Population (der. pop. légale) | Superficie (km2) | Densité (hab./km2) | Siège                            | Président             |
| ---------------------------------------------------------- | -------------------------------------- | --------- | ------------------ | ------------------------ | ----------------------------- | ---------------- | ------------------ | -------------------------------- | --------------------- |
| Communauté d'agglomération                                 | Évreux Portes de Normandie             | 200071454 | 1er janvier 2017   | 74                       | 110 950 (2021)                | 659,30           | 168                | Évreux                           | Guy Lefrand           |
| Communauté d'agglomération                                 | CA Seine Normandie Agglomération       | 200072312 | 1er janvier 2017   | 61                       | 82 814 (2021)                 | 696,60           | 119                | Vernon                           | Frédéric Duche        |
| Communauté d'agglomération                                 | CA Seine-Eure                          | 200089456 | 1er septembre 2019 | 60                       | 103 175 (2021)                | 512,10           | 202                | Louviers                         | Bernard Leroy         |
| Communauté de communes                                     | CC Intercom Bernay Terres de Normandie | 200066413 | 1er janvier 2017   | 75                       | 54 213 (2021)                 | 916,90           | 59                 | Bernay                           | Jean-Claude Rousselin |
| Communauté de communes                                     | CC Roumois Seine                       | 200066405 | 1er janvier 2017   | 40 (dont 39 dans l'Eure) | 41 622 (2021)                 | 338,70           | 123                | Bourg-Achard                     | Sylvain Bonenfant     |
| Communauté de communes                                     | CC Interco Normandie Sud Eure          | 200066462 | 1er janvier 2017   | 41 (dont 40 dans l'Eure) | 37 618 (2021)                 | 811,40           | 46                 | Verneuil d'Avre et d'Iton        | Jean-Luc Boulogne     |
| Communauté de communes                                     | CC du Vexin Normand                    | 200071843 | 1er janvier 2017   | 39                       | 32 669 (2021)                 | 346,10           | 94                 | Gisors                           | Alexandre Rassaërt    |
| Communauté de communes                                     | CC de Pont-Audemer / Val de Risle      | 200065787 | 1er janvier 2017   | 32                       | 32 520 (2021)                 | 325,50           | 100                | Pont-Audemer                     | Michel Leroux         |
| Communauté de communes                                     | CC Lyons Andelle                       | 200070142 | 1er janvier 2017   | 30                       | 20 600 (2021)                 | 275,40           | 75                 | Charleval                        | Jean-Luc Romet        |
| Communauté de communes                                     | CC du Pays du Neubourg                 | 242700607 | 15 juin 2000       | 41                       | 22 543 (2021)                 | 304,70           | 74                 | Le Neubourg                      | Jean-Paul Legendre    |
| Communauté de communes                                     | CC du Pays de Conches                  | 242700276 | 31 décembre 1992   | 25                       | 18 262 (2021)                 | 259,90           | 70                 | Conches-en-Ouche                 | Alfred Recours        |
| Communauté de communes                                     | CC Lieuvin Pays d'Auge                 | 200066017 | 1er janvier 2017   | 51                       | 20 367 (2021)                 | 410,60           | 50                 | Thiberville                      | Hervé Morin           |
| Intercommunalités dont le siège est situé hors département |                                        |           |                    |                          |                               |                  |                    |                                  |                       |
| Communauté d'agglomération                                 | CA du Pays de Dreux                    | 200040277 | 1er janvier 2014   | 81 (dont 6 dans l'Eure)  | 115 490 (2021)                | 1 055,70         | 109                | Dreux (Eure-et-Loir)             | Gérard Hamel          |
| Communauté de communes                                     | CC des 4 rivières                      | 200069730 | 1er janvier 2017   | 52 (dont 1 dans l'Eure)  | 28 406 (2022)                 | 607,30           | 47                 | Gournay-en-Bray (Seine-Maritime) | Eric Picard           |
| Communauté de communes                                     | CC du Pays de Honfleur-Beuzeville      | 200066827 | 1er janvier 2017   | 23 (dont 11 dans l'Eure) | 27 116 (2021)                 | 194,20           | 140                | Honfleur (Calvados)              | Michel Lamarre        |

### Structures intercommunales disparues
| Forme juridique      | Nom                                                                | Nombre de communes | Siège                      | Date de création | Date de disparition |
| -------------------- | ------------------------------------------------------------------ | ------------------ | -------------------------- | ---------------- | ------------------- |
| Ca                   | Grand Évreux Agglomération                                         | 37                 | Évreux                     | 20/12/1999       | 01/01/2017          |
| Ca                   | CA des Portes de l'Eure                                            | 41                 | Douains                    | 01/01/2003       | 01/01/2017          |
| Cdc                  | CC Seine-Bord                                                      | 7                  | Criquebeuf-sur-Seine       | 20/12/1996       | 01/01/2013          |
| Cdc                  | CC Intercom du pays beaumontais                                    | 19                 | Beaumont-le-Roger          |                  | 01/01/2014          |
| Cdc                  | CC de la Risle-Charentonne                                         | 5                  | Serquigny                  | 20/11/1995       | 01/01/2014          |
| Cdc                  | CC d'Amfreville-la-Campagne                                        | 24                 | Amfreville-la-Campagne     | 28/12/1995       | 01/01/2017          |
| Cdc                  | Communauté de communes de Bernay et ses environs                   | 14                 | Bernay                     | 31/12/1999       | 01/01/2017          |
| Cdc                  | Communauté de communes de l'Andelle                                | 19                 | Charleval                  | 31/12/1992       | 01/01/2017          |
| Cdc                  | Communauté de communes La porte normande                           | 25                 | Saint-André-de-l'Eure      | 01/01/1999       | 01/01/2017          |
| Cdc                  | Communauté de communes de Pont-Audemer                             | 14                 | Pont-Audemer               | 01/01/1996       | 01/01/2017          |
| Cdc                  | Communauté de communes de Quillebeuf-sur-Seine                     | 14                 | Quillebeuf-sur-Seine       | 30/12/1995       | 01/01/2017          |
| Cdc                  | Communauté de communes de Rugles                                   | 16                 | Rugles                     | 28/12/1995       | 01/01/2017          |
| Cdc                  | Communauté de communes des Andelys et de ses environs              | 21                 | Les Andelys                | 01/12/2002       | 01/01/2017          |
| Cdc                  | Communauté de communes du Canton d'Étrépagny                       | 20                 | Étrépagny                  | 02/12/1996       | 01/01/2017          |
| Cdc                  | Communauté de communes du Canton de Beaumesnil                     | 2                  | Beaumesnil                 | 31/12/1993       | 01/01/2017          |
| Cdc                  | Communauté de communes du Canton de Beuzeville                     | 16                 | Beuzeville                 | 04/04/2000       | 01/01/2017          |
| Cdc                  | Communauté de communes du Canton de Bourgtheroulde-Infreville      | 16                 | Bourgtheroulde-Infreville  | 31/12/1996       | 01/01/2017          |
| Cdc                  | Communauté de communes du Canton de Breteuil-sur-Iton              | 14                 | Breteuil-sur-Iton          | 05/12/2000       | 01/01/2017          |
| Cdc                  | Communauté de communes du Canton de Broglie                        | 20                 | Broglie                    | 31/12/1996       | 01/01/2017          |
| Cdc                  | Communauté de communes du Canton de Cormeilles                     | 11                 | Cormeilles                 | 19/11/1996       | 01/01/2017          |
| Cdc                  | Communauté de communes du Canton de Lyons-la-Forêt                 | 13                 | Lyons-la-Forêt             | 02/12/1996       | 01/01/2017          |
| Cdc                  | Communauté de communes du Canton de Thiberville                    | 21                 | Thiberville                | 20/12/1996       | 01/01/2017          |
| Cdc                  | Communauté de communes du Pays de Damville                         | 16                 | Damville                   | 31/12/1993       | 01/01/2017          |
| Cdc                  | Communauté de communes du Val de Risle                             | 14                 | Montfort-sur-Risle         | 31/12/1996       | 01/01/2017          |
| Cdc                  | Communauté de communes Epte-Vexin-Seine                            | 7                  | Écos                       | 31/12/1997       | 01/01/2017          |
| Cdc                  | Communauté de communes Gisors-Epte-Lévrière                        | 16                 | Gisors                     | 2004             | 01/01/2017          |
| Cdc                  | Communauté de communes rurales du canton de Brionne                | 22                 | Brionne                    | 31/12/1997       | 01/01/2017          |
| Cdc                  | Communauté de communes rurales du Sud de l'Eure                    | 12                 | La Madeleine-de-Nonancourt | 22/12/1998       | 01/01/2017          |
| Cdc                  | Communauté de communes Vièvre-Lieuvin                              | 14                 | Saint-Georges-du-Vièvre    | 31/12/1996       | 01/01/2017          |
| Cdc                  | Communauté de communes du Roumois Nord                             | 19                 | Bourg-Achard               | 31/12/1992       | 01/01/2017          |
| Cdc                  | Communauté de communes interrégionale du Pays de Verneuil-sur-Avre | 17                 | Verneuil-sur-Avre          | 31/12/1997       | 01/01/2017          |
| Cdc                  | CC Intercom Risle et Charentonne                                   | 24                 | Beaumont-le-Roger          | 01/01/2014       | 01/01/2017          |
| Total : 2 CA ; 30 CC |                                                                    |                    |                            |                  |                     |

### Évolution historique

#### 2013
- Création de la communauté d'agglomération Seine-Eure, le 1er janvier 2013 à partir de la fusion de :
  - la communauté d'agglomération Seine-Eure
  - la communauté de communes Seine-Bord

#### 2014
- Création de la communauté de communes Intercom Risle et Charentonne, le 1er janvier 2014 à partir de la fusion de :
  - la communauté de communes de la Risle-Charentonne
  - la communauté de communes Intercom du pays beaumontais

#### 2017[16],[17]
- Création de la communauté de communes Roumois Seine, le 1er janvier 2017 à partir du fusionnement de :
  - la communauté de communes de Quillebeuf-sur-Seine
  - la communauté de communes du Roumois Nord
  - la communauté de communes du canton de Bourgtheroulde-Infreville
  - la communauté de communes d'Amfreville-la-Campagne

- Création de la communauté de communes du pays de Honfleur-Beuzeville, le 1er janvier 2017 à partir du fusionnement de :
  - la communauté de communes du pays de Honfleur (Calvados)
  - la communauté de communes du canton de Beuzeville

- Création de la communauté de communes de Pont-Audemer Val de Risle, le 1er janvier 2017 à partir du fusionnement de :
  - la communauté de communes de Pont-Audemer
  - la communauté de communes du Val de Risle

- Création de la communauté de communes Lieuvin Pays d'Auge, le 1er janvier 2017 à partir du fusionnement de :
  - la communauté de communes du canton de Cormeilles
  - la communauté de communes du canton de Thiberville
  - la communauté de communes du Vièvre-Lieuvin

- Création de la communauté de communes Bernay Terres de Normandie, le 1er janvier 2017 à partir du fusionnement de :
  - la communauté de communes du canton de Broglie
  - la communauté de communes de Bernay et ses environs
  - la communauté de communes rurales du canton de Brionne
  - la communauté de communes du canton de Beaumesnil
  - la communauté de communes Intercom Risle et Charentonne

- Création de la communauté de communes Communauté de communes Normandie Sud Eure, le 1er janvier 2017 à partir du fusionnement de :
  - la communauté de communes du canton de Rugles
  - la communauté de communes du pays de Verneuil-sur-Avre
  - la communauté de communes du canton de Breteuil-sur-Iton
  - la communauté de communes du Pays de Damville
  - la communauté de communes rurales du Sud de l'Eure

- Création de la communauté d’agglomération Évreux Portes de Normandie, le 1er janvier 2017 à partir du fusionnement de :
  - Grand Évreux Agglomération
  - la communauté de communes La porte normande

- Création de la communauté d’agglomération Seine Normandie Agglomération, le 1er janvier 2017 à partir de du fusionnement de :
  - la communauté d’agglomération des Portes de l’Eure
  - la communauté de communes des Andelys et de ses environs
  - la communauté de communes Epte-Vexin-Seine

- Création de la communauté de communes du Vexin Normand, le 1er janvier 2017 à partir du fusionnement de :
  - la communauté de communes du canton d'Étrépagny
  - la communauté de communes Gisors-Epte-Lévrière

- Création de la communauté de communes de Lyons Andelle, le 1er janvier 2017 à partir du fusionnement de :
  - la communauté de communes de l'Andelle
  - la communauté de communes du canton de Lyons-la-Forêt

- EPCI restant en l'etat :
  - la communauté de communes du Pays de Conches
  - la communauté de communes du Pays du Neubourg
  - la communauté de communes Eure-Madrie-Seine
  - la communauté d'agglomération Seine-Eure

#### 2018[18],[19],[20]
- le retrait de la commune de Saint-Germain-sur-Avre de l’Interco Normandie Sud Eure, qui souhaite adhérer à la communauté d’agglomération Évreux Portes de Normandie ;
- le retrait de la commune de Vannecrocq de la communauté de communes Pays de Honfleur- Beuzeville, qui souhaite adhérer à la communauté de communes Lieuvin Pays d’Auge ;
- le retrait de la commune de Sainte-Opportune-du-Bosc de la communauté de communes Intercom Bernay Terres Normandie, qui souhaite adhérer à la communauté de communes du plateau du Neubourg ;
- le retrait de six communes de la communauté de communes de Roumois-Seine, pour adhérer à la communauté de communes du plateau du Neubourg s’agissant de La Pyle, et pour adhérer à la communauté d’agglomération Seine-Eure s’agissant du Bec-Thomas, de Saint-Cyr-la-Campagne, de Saint-Didier-des-Bois, de Saint-Germain-de-Pasquier et de Vraiville ;
- le retrait de la commune de Bézu-la-Forêt de la communauté de communes de Lyons Andelle, pour adhérer à la communauté de communes du Vexin Normand ;
- le retrait de la commune de Martagny de la communauté de communes des 4 rivières (Seine- Maritime), qui souhaite adhérer à la communauté de communes du Vexin Normand.
- le retrait de la commune de Saint-Aubin-du-Gaillon de la communauté de communes Eure-Madrie-Seine, qui souhaite adhérer à la CA Seine-Normandie-Agglo.
- le retrait des communes de Acon,  Acon, Courdemanche, Droisy, Illiers-l 'Évêque, Marcilly-la-Campagne, Mesnil-l 'Esh·ée, Moisville et Muzy de la communauté de communes Interco Normandie Sud Eure
- l 'extension de la communauté d'agglomération Évreux Portes de Normandie aux communes de Acon, Courdemanche, Droisy, Illiers-l'Evêque, Marcilly-la-Campagne, Mesnil-l'Estrée, Moisville, Muzy, actuellement membres de la communauté de communes Interco Normandie Sud Eure, aux communes de Fontaine-sous-Jouy et Jouy-sur-Eure , actuellement membres de la communauté d'agglomération Seine Normandie Agglomération, et à la commune de Mouettes, actuellement membre de la communauté d'agglomération du pays de Dreux en Eure-et-Loir.
- l'extension de la communauté d'agglomération du pays de Dreux aux communes de La-Madeleine-de-Nonancout, Saint Georges-Motel, Louye et Rueil-la-Gadelière, actuellement membres de la communauté de communes Interco Normandie Sud Eure.

#### 2019
- Le 1er janvier, plusieurs communes changent d'intercommunalité[21].
- Fusionnement de la communauté d'agglomération Seine-Eure et de la communauté de communes Eure-Madrie-Seine.

## EPCI sans fiscalité
Le département de l'Eure compte 144 syndicats au 1er janvier 2020 :

### Syndicats intercommunaux
- 70 syndicat intercommunal à vocation unique (SIVU)

- 52 syndicat intercommunal à vocations multiples (SIVOM)

### Syndicats mixtes
- 20 syndicats mixtes fermés

- 2 syndicats mixtes ouverts

### Autres
- 3 Pôle d'équilibre territorial et rural

- 6 Pays